# Абессомалія

Держави Африканського Рогу

Абессома́лія — природна країна на сході Африки, головним чином в Ефіопії, Сомалі, Джибуті та ЕритреЇ
Країна об'єднує Ефіопське нагір'я, півострів Сомалі та западину Афар.
Для країни характерні сильна тектонічна роздрібненість, значна розчленованість рельєфу, виявлення висотної поясності та пов'язане з цим різноманіття ландшафтів (пустелі, напівпустелі, савани, вологі тропічні ліси, високогірні чагарники).